# Kriminalisierung
Als Kriminalisierung wird in der Kriminologie der Prozess bezeichnet, mit dem Verhaltensweisen zu Kriminalität und die ausübenden Personen zu Kriminellen gemacht werden. Ein vorher legales Verhalten wird durch Gesetzgebung oder veränderte Anwendung bestehender Gesetze zu einem illegalen Akt. Eine solche Änderung wird in Rechtsstaaten durch das Rückwirkungsverbot in der zeitlichen Anwendbarkeit eingeschränkt. In autoritären Regimen dagegen wird die Kriminalisierung auch als Mittel zur Unterdrückung und Ausschaltung von Oppositionellen eingesetzt.
Das Antonym zur Kriminalisierung ist die Entkriminalisierung. Auch die unverhältnismäßige Verfolgung und Einordnung von subversiven Bagatelldelikten wie Adbusting durch staatliche Behörden, wie bspw. dem Verfassungsschutz, wird von Autoren der taz sowie von Netzpolitik.org als Kriminalisierung angesehen.
Ein Beispiel für die Kriminalisierung war 2015 der in Deutschland im § 217 StGB eingeführte Tatbestand der geschäftsmäßigen Beihilfe zur Selbsttötung. Nach der strafrechtlichen Systematik war die Beihilfe zu einem nicht strafbaren Sachverhalt auch stets straflos. Am 26. Februar 2020 erklärte das Bundesverfassungsgericht den 2015 eingeführten § 217 StGB für verfassungswidrig und somit nichtig.
Ein anderes Beispiel ist der Besitz von Kinderpornografie – dieser war bis 1993 in Deutschland legal und wurde dann unter Strafe gestellt, nachdem  über 120 Jahre lang ausschließlich die Hersteller und Verbreiter bestraft wurden. 2008 wurde Jugendpornografie kriminalisiert.
2004 wurde die Verletzung des höchstpersönlichen Lebensbereichs durch Bildaufnahmen ein Straftatbestand, 2007 die Nachstellung, 2016 die sexuelle Belästigung.
Durch das Opiumgesetz wurden ärztlich nicht verordnete Betäubungsmittel kriminalisiert. 

## Audio
- Ann-Kathrin Jeske: Vom Mittelmeer ins Gefängnis – Wie Geflüchtete zu Schleppern gemacht werden. 18.21 Minuten, Deutschlandfunk, 17. Mai 2022.